# Izoramnetină
Izoramnetina este un flavonol natural metoxilat și face parte din clasa flavonoidelor. Din punct de vedere structural, este de fapt 3-metil-quercetină. O sursă comună pentru izoramnetină și glucozidele sale este ceapa (galbenă sau roșie), unde are rol de pigment minor. Pigmenții majori sunt reprezentați de quercetin-3,4'-diglucozidă și quercetin-4'-glucozidă, cât și de quercetină.